# Alquife
Alquife ist eine Gemeinde in der Provinz Granada im Südosten Spaniens mit 557 Einwohnern (Stand: 2024). Die Gemeinde liegt in der Comarca Guadix. 

## Geografie
Die Gemeinde grenzt an Aldeire, La Calahorra und Lanteira. 

## Geschichte
Bei Alquife handelt es sich um einen alten Bergbauort. Der Abbau von Bodenschätzen wurde hier schon in der Römerzeit betrieben und in der Zeit von Al-Andalus weitergeführt.